# Sankta Helena kyrka, Skövde
Sankta Helena kyrka, även Skövde kyrka, är en kyrkobyggnad som tillhör Skövde församling i Skara stift. Den ligger i centralorten i Skövde kommun.
Den kom efter reformationen och fram till senare delen av 1900-talet att kallas Skövde kyrka. Den är helgad åt Sankta Helena, Sveriges första kvinnliga skyddshelgon från Västergötland, som kanoniserades 1164.

## Kyrkobyggnaden

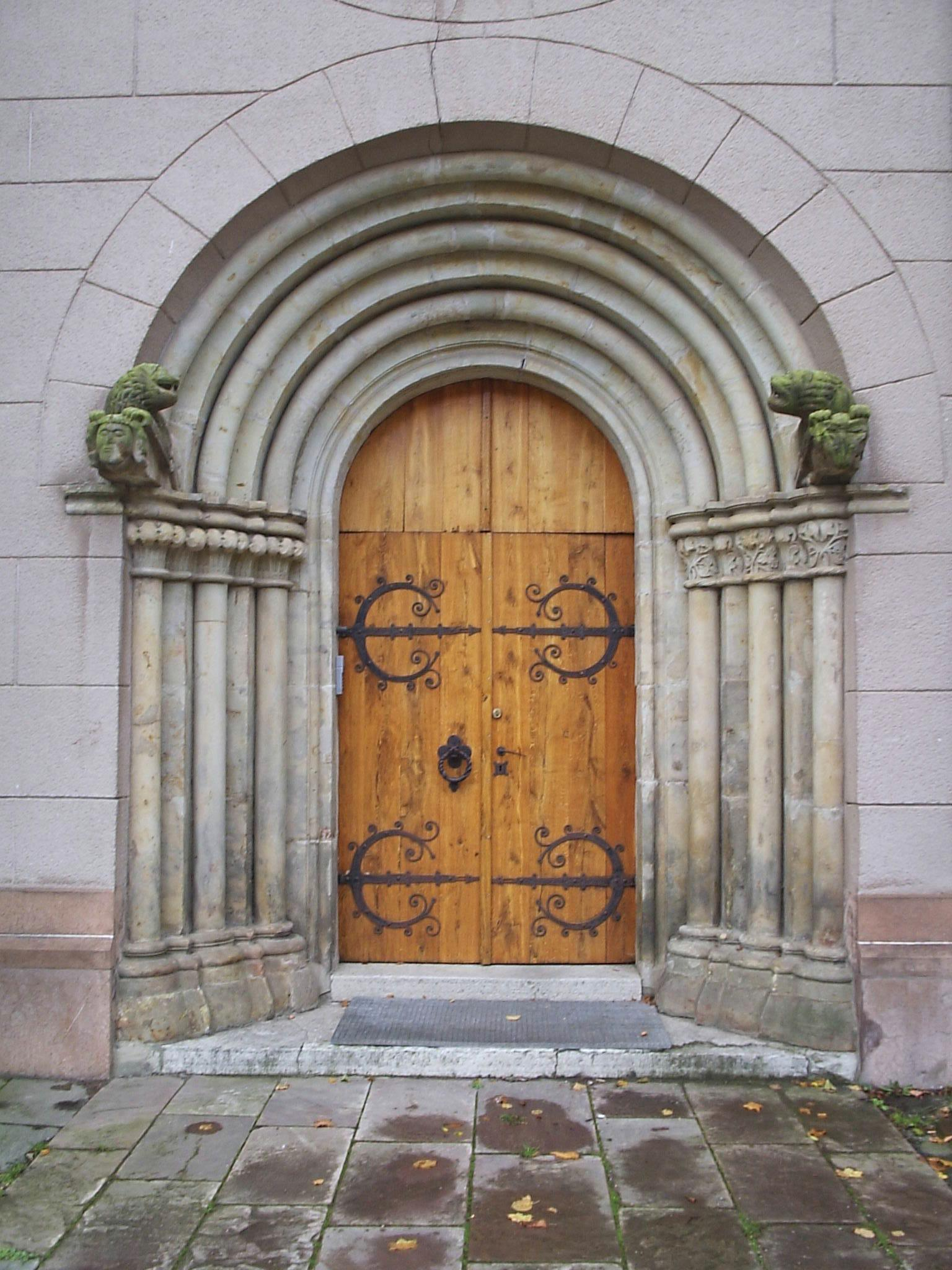
Sandstensportalen med skulpterade lejon.

Om den ursprungliga kyrkobyggnaden finns endast begränsad kännedom, men man tror att den uppfördes omkring sekelskiftet 1200. Den första anläggningen är endast känd genom utgrävningarna 1927, vilka dokumenterades av Axel Forssén. Undersökningen visade, att kyrkan haft en korsformad plan med ett smalare kor i öst. En märklig rund utbyggnad i vinkel mellan den norra korsarmen och koret tolkades först som en sakristia, men har senare ansetts vara ett sidokapell för Helena av Skövde . Antagligen har rundbyggnaden utgjort ett gravkapell, där man förvarade helgonets reliker. Intill detta byggdes sedan en större romansk kyrkobyggnad med rakavslutat kor. Anläggningen byggdes ut med ett treskeppigt långhus med tvärskepp på 1200-talet, kanske med Gudhems klosterkyrka som förebild  . Kyrkan blev ytterligare om- och tillbyggd omkring år 1400. Bland annat utvidgades koret och ett torn byggdes. Det har också uppmärksammats vid undersökningarna, att byggnadsmaterialet i tornet skiljer sig från övriga kyrkan. Hur byggnaden såg ut efter denna ombyggnad är okänt, då ingen pålitlig avbildning finns bevarad .
Platsen vördade Helena som helgon och det var en vallfartskyrka. Det omtalas att helgongraven attraherade stora pilgrimsskaror och därför ansågs prästbolet och kyrkan vara bland de rikaste i stiftet. Vid 1540 hade prästbolet 40 landbor . Kyrkan härjades och avbrändes vid danskarnas fälttåg genom Skaraborg 1566 och 1611, så att den stod utan tak tills den senare provisoriskt täcktes med halm. Ytterligare drabbades kyrkan av vådeld 1624 och 1759. Därefter återuppbyggdes den med ett nytt, tresidigt avslutat kor. Från den första kyrkan är sandstensportalen, som nu återfinns i norra korsarmen, bevarad.
5 december 1864 skulle en kyrkostämma hållas för eventuell ombyggnad av kyrkans inre i syfte att skapa större utrymme för fler besökande. Ett förslag från kommiterade presenterades i tidningarna vilket kan ge en vink hur det såg ut tidigare.

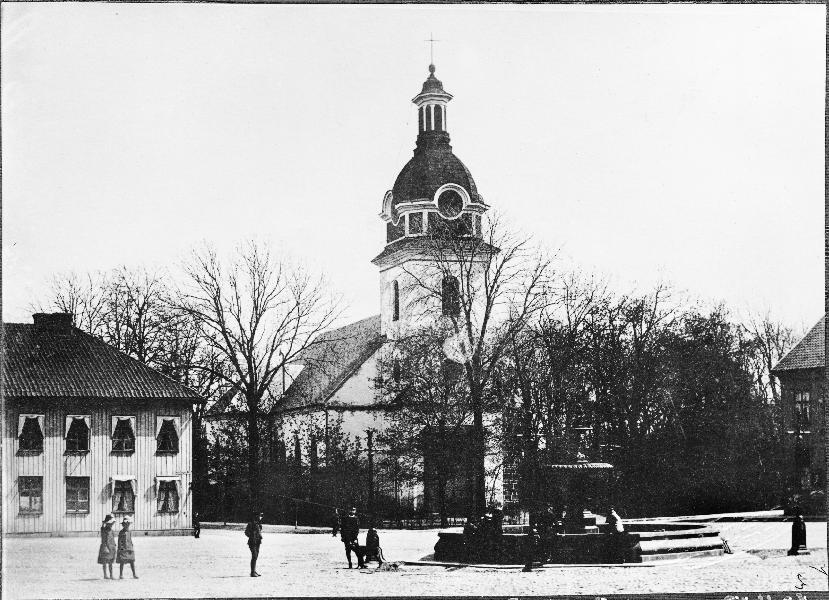
Exteriör efter branden på 1700-talet och fram till 1880.
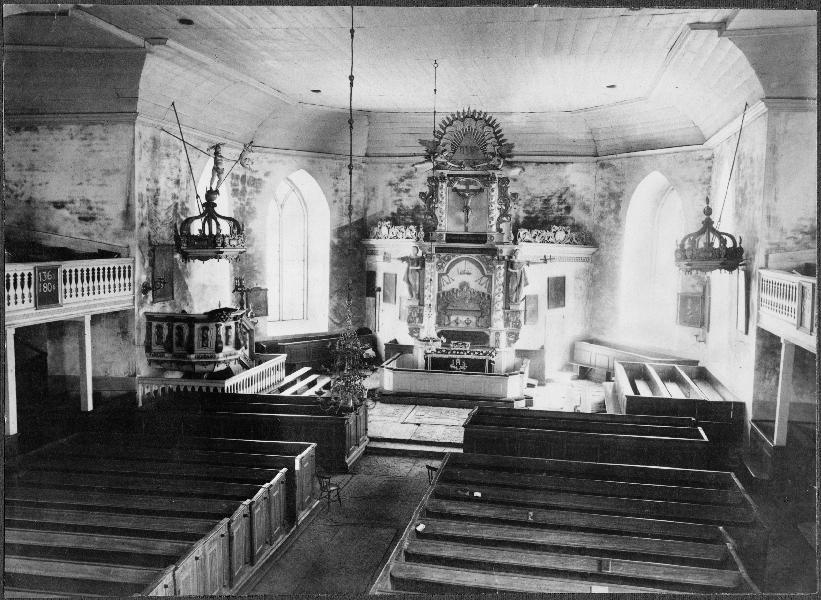
Interiör mot koret omkring 1880.

### Carl Möllers restaurering

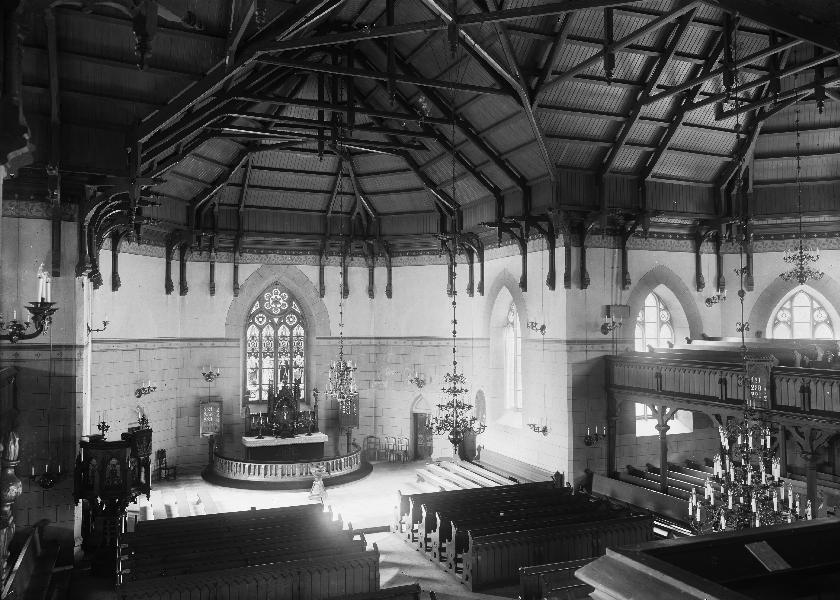
Interiör mot koret med Möllers öppna takstolar.

Mot slutet av 1800-talet hade församlingens medlemsantal fördubblats. Önskemål om en nybyggd gotisk kyrka i tidens stil kunde inte förverkligas på grund av ekonomin. Istället beslutade man att bygga om och bygga till kyrkan och den i Skövde verksamme arkitekten Frans Adolf Wahlström fick uppdraget att rita en centralkyrka. Carl Möller vid överintendentsämbetet kom emellertid att omarbeta förslaget så mycket att han sedermera blev ansvarig för arbetena, som slutfördes 1888. Då hade korsarmarna breddats och fördjupats så att planen mest påminde om en korskyrka. Barockinredningen försvann och takkonstruktionen blev exponerad med öppna takstolar. Tornet blev slankare och fick en spira i nygotisk stil. Fasaderna putsades och försågs med rusticering i kvaderstensmönster, stora spetsbågiga masverksfönster och strävpelare. Av den forna, romanska kyrkobyggnaden återfinns numera endast den norra portalen, som vid ombyggnaden 1888 flyttades dit från kyrkans södra korsarm, där den förr haft sin plats.

### Axel Forsséns restaurering

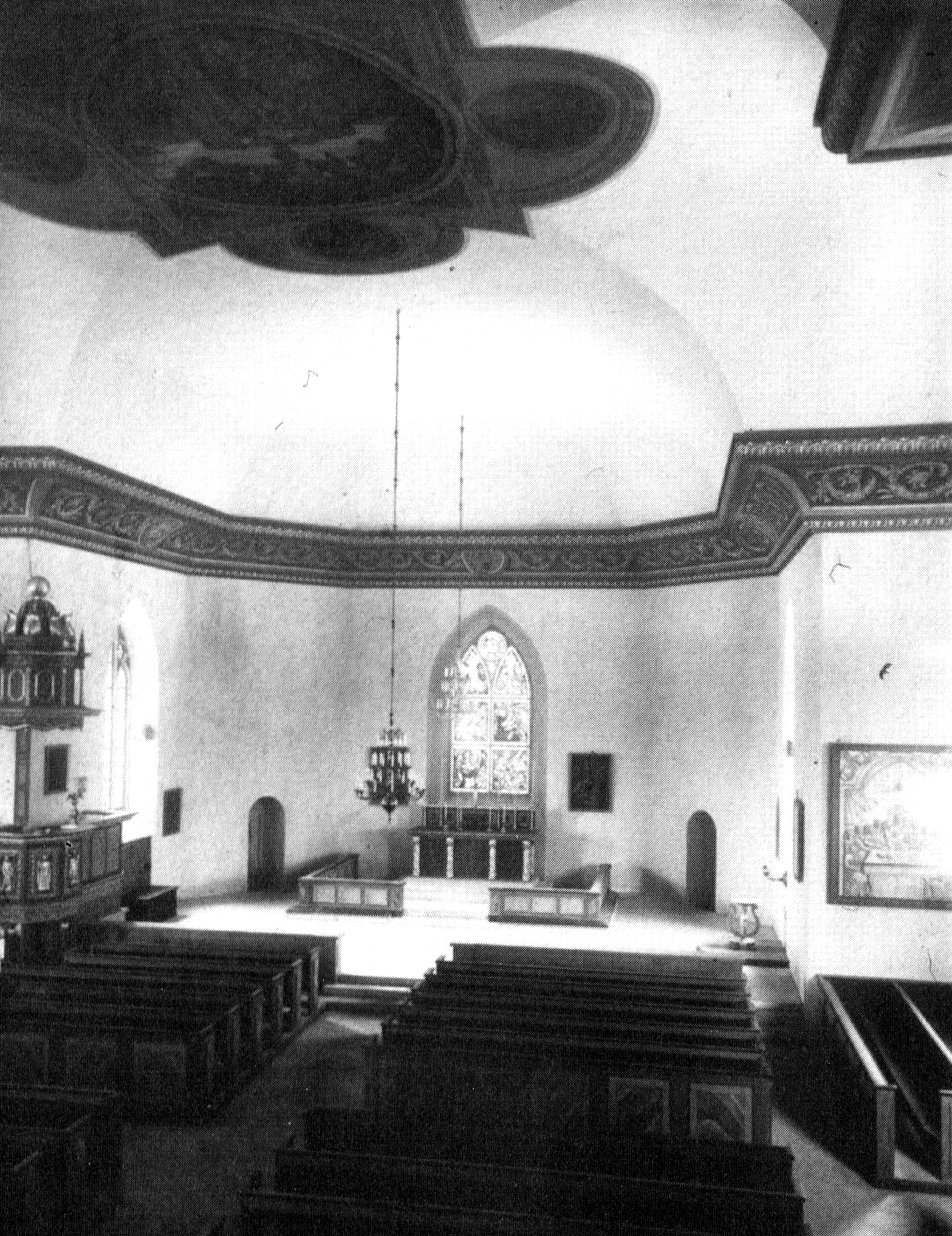
Interiör efter Forsséns ombyggnad 1927.

Hela interiören kom att fullständigt omgestaltas vid restaureringen i senbarockstil 1927 under ledning av Axel Forssén. Hela Möllers inredning avlägsnades och även de öppna takstolarna. I stället byggde man ett nytt välvt innertak.  

### Yngve Tegnérs ombyggnad

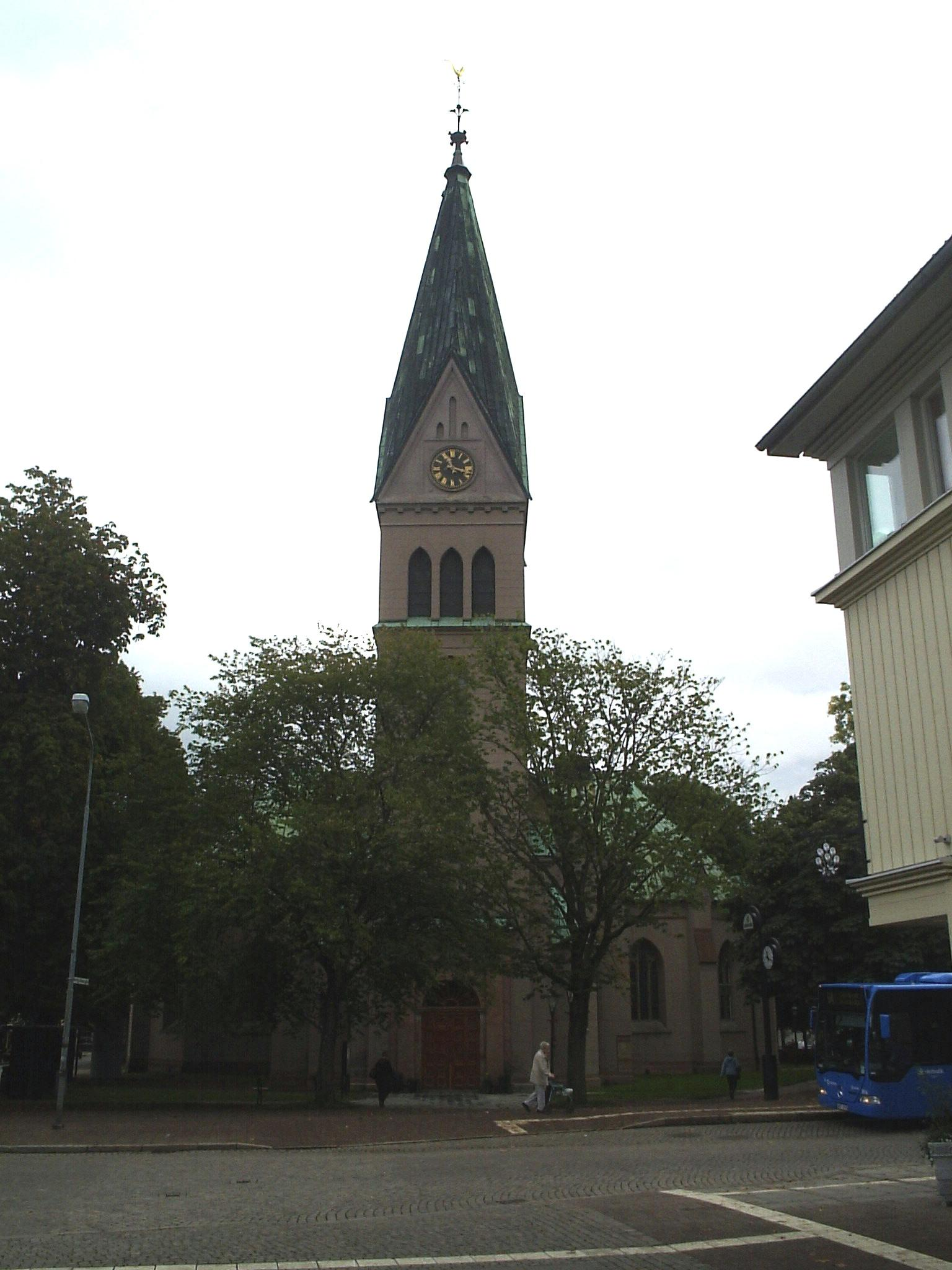
Tornet idag efter Möllers restaurering 1888.

En ytterligare radikal förändring av kyrkans interiör kom 1972 med Yngve Tegnérs modernistiska restaurering. Han och Riksantikvarieämbetet enades om att den möllerska fasaden skulle lämnas intakt. Att återställa Möllers interiör skulle vara omöjligt, då stora delar av Möllers takkonstruktion avlägsnats då Forsséns innertak anbringades. Tegnér fick därför fria händer att utforma en ny interiör. Konstnären Olle Nyman anlitades. En ny stor orgel anskaffades och för att klara akustiken lät man hänga upp ett nytt ljudtak i aluminium, som dekorerades av Nyman. Den södra korsarmen har avskärmats till kapell. 

## Inventarier
- Tavla av Erik Olson som avbildar Sankta Helena.
- En grind från 1400-talet, som man tror har stått framför ingången till helgonets gravkammare.
- I en nisch finns en statyett av helgonet utförd av Astri Taube 1950.

### Orglar
- Kyrkans tidigaste kända orgel var byggd 1769 av Johan Ewerhardt, Skara, och hade 13 stämmor.

| Manualen    | Pedalen       |
| Gedackt 8', | Untersats 16' |
| Principal 4 | Principal 8'  |
| Flöjt 4'    | Oktava 4'     |
| Kvinta 3'   | Trumpet 8'    |
| Oktava 2'   | Trumpet 4'    |
| Scharf III  |               |
| Trumpet 8'  |               |
| Vox humana  |               |

- 1865 tillkom en ny orgel med 21 stämmor fördelade på två manualer och särskild pedal byggd av Erik  Adolf Setterquist, Örebro. Det var Setterquists första orgel i Skara stift. Församlingen var mycket nöjda med arbetet. Den blev besiktigad 9 december 1865 av musikdirektör Abraham Mankell, Stockholm. Invigdes söndagen 10 december 1865. Orgeln hade tre bälgar. Två väderlådor till första manualen, en till andra manualen och två till pedalen. Registren gick lätt med tillräcklig styrka. Intonationen stämde överens med varje stämmas karaktär. Stämmorna var jämna utan bi-ljud. Basuner och trumpeter var gjorda efter en ny konstruktion. Metallpiporna var av fast och god materia samt polerade och hade stämlitser. Träpiporna var av torrt och gott virke. Liksvävande stämning. Setterquist hade monterat in två regulatorer utom kontrakt och satt in en extra pipa Qvinta 3' som ökade klangfullheten då flera stämmor spelades. Ett byte av Flute harmonique 4' till en Flute oqtaviant 4' gjordes också.[5]
- Nästa orgel byggdes 1951 av Th. Frobenius og Sønner Orgelbyggeri A/S och hade 44 stämmor. Den såldes 1971 till Metodistkyrkan i Göteborg i samband med den då förestående restaureringen.
- Den orgel, tillverkad av A. Magnusson Orgelbyggeri AB, som anskaffades 1974 var så stor att den kom att påverka kyrkans hela planlösning vid restaureringen. Den har 52 stämmor fördelade på tre manualer och pedal. Den nya fasaden med ljudande pipor är placerad i den norra korsarmen.[6]